# Heinrich Härtle
Heinrich Härtle (* 24. Februar 1909 in Sachrang; † 11. Januar 1986 in München) war ein nationalsozialistischer Wissenschaftsfunktionär, Begründer von Verschwörungstheorien und rechtsextremer Publizist der Bonner Republik.

## Leben
Härtle war der Sohn eines Molkereipächters. 1926 trat er dem rechtsextremen Freikorps Bund Oberland bei. Zum 26. April 1927 trat er der NSDAP bei (Mitgliedsnummer 60.393). Seit 1928 gehörte er zusätzlich der SA an, in der er 1942 zum Sturmbannführer befördert wurde.
Im Jahre 1934 setzte Härtle seinen zweiten Bildungsweg an der Deutschen Hochschule für Politik fort, wo er u. a. bei dem nationalsozialistischen Philosophen Alfred Klemmt Staats- und Kulturphilosophie studierte.
Härtle wurde 1936 Hauptabteilungsleiter im Hauptschulungsamt der NSDAP. 1937 publizierte er das Buch Nietzsche und der Nationalsozialismus. In diesem Werk über den Philosophen Nietzsche deutet er dessen Schriften im Sinne des Nationalsozialismus. In anderen Schriften polemisierte er besonders gegen den politischen Katholizismus und die Katholische Soziallehre.
1939 wurde Härtle als Nachfolger Alfred Baeumlers Abteilungsleiter für Geisteswissenschaften im Amt Rosenberg und war zuständig für die „Hauptstelle Philosophie“. Im Zweiten Weltkrieg gehörte Härtle 1940 einer Propaganda-Kompanie an, wurde aber im Dezember desselben Jahres vom Kriegsdienst freigestellt.
Alfred Rosenberg hat ihn als Leiter des Sonderstabs Wissenschaft im Einsatzstab Reichsleiter Rosenberg 1944 mit der Leitung der „Arbeitsgemeinschaft zur Erforschung der bolschewistischen Weltgefahr“ betraut.
In der Nachkriegszeit war Härtle bis 1948 interniert. Währenddessen wurden in der Sowjetischen Besatzungszone seine Schriften Berufsständische Vereine als Machtinstrument des politischen Katholizismus (Verlag der DAF, Berlin 1937), Der deutsche Arbeiter und die päpstliche Sozialpolitik (Hochmuth, Berlin 1937), Die nationalsozialistischen Grundlagen der Arbeitspolitik (Mier & Glasemann, Berlin 1937), Nietzsche und der Nationalsozialismus (Eher, München 1939), Die weltanschaulichen Grundlagen der Arbeitspolitik (Verlag der DAF, Berlin 1939), Vom Ständestaat zur Priesterherrschaft (Zentralbüro der DAF, Berlin 1940), Weltanschauung und Arbeit. Hrsg. vom Reichsorganisator der NSDAP (Verlag der DAF, Berlin 1940) und Die ideologischen Grundlagen des Bolschewismus (Hoheneichen, München 1944) auf die Liste der auszusondernden Literatur gesetzt.
Anschließend war er als einer „der aktivsten rechtsextremen Publizisten“ Hauptschriftleiter bzw. Herausgeber der rechtsextremistischen Zeitschriften Reichsruf, Deutsche Wochen-Zeitung und Klüter-Blätter. Daneben publizierte er Bücher, in denen er Deutschland entgegen den historisch belegten Tatsachen von der Schuld an Krieg und Völkermord reinzuwaschen versuchte. Seine Bücher erscheinen überwiegend in der rechtsextremen Verlagsgesellschaft Berg. Er wurde mit verschiedenen Preisen rechtsextremer Vereinigungen ausgezeichnet, wie der „Ulrich-von-Hutten-Medaille“ der Gesellschaft für Freie Publizistik und 1975 mit dem Schiller-Preis des Deutschen Kulturwerks Europäischen Geistes.

## Publikationen (Auswahl)
- Nietzsche und der Nationalsozialismus. München 1937
- Die ideologischen Grundlagen des Bolschewismus. Marxismus, Leninismus, Stalinismus. München 1944 (veränderter Nachdruck 1955 unter dem Pseudonym „Helmut Steinberg“)
- Freispruch für Deutschland. Unsere Soldaten vor dem Nürnberger Tribunal. K. W. Schütz Verlag, Göttingen 1965
- Amerikas Krieg gegen Deutschland. Göttingen 1968
- Großdeutschland. Traum und Tragödie. Rosenbergs Kritik am Hitlerismus. München 1969
- Die Kriegsschuld der Sieger.  K. W. Schütz, Preußisch Oldendorf 1971
- Die falschen Propheten. Marx, Lenin, Stalin, Mao Tse-tung. Neckargemünd 1973
- Von Kopernikus bis Nietzsche. Deutsche Befreier europäischen Geistes. Türmer-Verlag, Lochham bei München 1975
- Deutsche und Juden. Studien zu einem Weltproblem. Druffel-Verlag, Leoni am Starnberger See 1977